# Nieus Luzía Dueso Lascorz
Nieus Luzía Dueso Lascorz (Plan, 13 de diciembre de 1930 – Barbastro, 4 de marzo de 2010) fue una escritora natural de Plan, en el Valle de Gistau (Bal de Chistau), Aragón, España, que desarrolló su producción literaria en lengua aragonesa (también llamada aragonés). Fue miembro del Consello d'a Fabla Aragonesa desde 1979 De esta década datan cuentos como «L'autosia» (1970), «Plebeba», «Pilareta» (1979), etc. Desde 2007 era miembro de honor de la Academia del Aragonés. Su último escrito es un villancico titulado «No i eba sitio ta ellos...» (escrito a finales de 2009), y publicado en un número especial dedicado a su memoria en la revista Fuellas.

## Obra literaria
De entre la obra poética de Nieus Luzia Dueso destaca Al canto'l Zinqueta (1980), colección de poemas ambientados en su valle natal. Sin embargo, la parte más significativa de su producción literaria se encuentra en la recopilación y recreación narrativa de leyendas populares del Valle de Gistaín, patente en Leyendas de l'Alto Aragón (1985), en La Fuen de la Siñora (2003) y en sus más recientes novelas cortas, Dios m'en guarde! y Santamaría, ambas publicadas en 2007. Su obra literaria dispersa en revistas y libros coelctivos se publicó bajo el título Purnetas de luz (obras esterlas) en 2020.

## Colaboraciones
Publicó numerosos artículos en revistas como Argensola, Luenga & Fablas y Fuellas, relacionados sobre todo con cuentos y leyendas de la tradición oral altoaragonesa, varios villancicos, así como también novelas cortas, Marieta (1991), o una serie de cuatro narraciones de viajes: "Biache per es Estaus Unius d"America" (1996), "Biache per Turquía" (1998), "Biache per Noruega" (2005), "Biache a Portugal" (2007), entre otros artículos.

## Galardones
Nieus Luzía fue galardonada en 1982 con un Onso d'oro en el Primer Certamen Literario "Val d'Echo" por su obra Leyenda del siñó de San Chuan, que podemos enmarcar dentro de la tradición romántica de la novela histórica. El “Proyeuto de animazión arredol d'a luenga e a cultura aragonesa” que se realiza por parte del Gobierno de Aragón en los centros escolares donde se imparte aragonés, lleva su nombre desde 2010.
Tamién ye miembro d'honor d'o Estudio de Filología de Aragón.

### Libros
- Al canto'l Zinqueta. Uesca : Publicazions d'o Consello d'a Fabla Aragonesa, 1980. ISBN 84-300-2461-1
- Leyendas de l'Alto Aragón. Uesca : Publicazions d'o Consello d'a Fabla Aragonesa, 1985. ISBN 84-86036-10-1 (2a edición amplidada, publicada en 2003. ISBN 84-95997-09-6).
- La Fuen de la Siñora. Uesca : Publicazions d'o Consello d'a Fabla Aragonesa, 2002. ISBN 84-95997-01-0
- Dios me'n guarde. Uesca : Publicazions d'o Consello d'a Fabla Aragonesa, 2007. ISBN 978-84-95997-26-5
- Santamaría. Cuento chistabino. Uesca : Instituto de Estudios Altoaragoneses, 2007. ISBN 978-84-8127-180-5
- Purnetas de luz (obras esterlas). Uesca : Publicazions d'o Consello d'a Fabla Aragonesa, 2020. ISBN 978-84-95997-65-4

### Otras publicaciones
- Bizén d'o Río Martínez, Nieus Luzía Dueso Lascorz. "Los agotes de Gestavi (bal de Gistau)". Argensola: Revista de Ciencias Sociales del Instituto de Estudios Altoaragoneses, ISSN 0518-4088, N.º 106, 1992, pags. 151-172.

- Nieus Luzía Dueso Lascorz. "El valle de Gistau: vegetación". Argensola: Revista de Ciencias Sociales del Instituto de Estudios Altoaragoneses, ISSN 0518-4088, N.º 98, 1984, pags. 347-356.

- Nieus Luzía Dueso Lascorz. "L'autosia (cuento xistavino)". Argensola: Revista de Ciencias Sociales del Instituto de Estudios Altoaragoneses, ISSN 0518-4088, N.º 65-70, 1968‑1970, pags. 173-176.

- Nieus Luzía Dueso Lascorz. "La Val de Xistau Economía". Argensola: Revista de Ciencias Sociales del Instituto de Estudios Altoaragoneses, ISSN 0518-4088, N.º 61-64, 1966‑1967, pags. 81-84.

- Nieus Luzía Dueso Lascorz. "Bela cosichona de la Bal de Chistau". Fuellas d'informazión do Consello d'a Fabla Aragonesa, ISSN 1132-8452, N.º 16, marzo-abril de 1980, pags. 3-9.

- Nieus Luzía Dueso Lascorz. "El valle de Gistau: Mitos, ritos, tradiciones, supersticiones". V Jornadas de cultura altoaragonesa, 1986, pags. 229-250.